# Оппортуна Монтрёйская
Оппортуна (неизвестно, Exmes — 22 апреля 770, Montreuil-au-Houlme) — святая игумения Монтрёйская. День памяти — 22 апреля.
Житие святой Оппортуны — Vita et miracula Sanctae Opportunae — было написано через век после её кончины (приблизительно в 885—888) святым Адальхельмом, епископом Сэ, который считал, что он обязан своей жизнью и своим епископством св. Оппортуне.

## Житие
Будучи совсем юной, святая Оппортуна приняла постриг в монастыре Monasteriolum[a], что около Альменеша, где её двоюрная сестра, св. Лантильда, была настоятельницей. Оппортуна приняла постриг от своего брата, св. Хродеганга, епископа Сэ[b]. Хотя Монтрёй был всего в трёх милях от Сэ, святой Хродеганг был убит по дороге из города в монастырь[c]. Впоследствии св. Оппортуна стала настоятельницей монастыря. По преданию, будучи настоятельницей, она была «истинной матерью всем монахиням», исправляя словом, а не телесными наказаниями их ошибки, существенные, чтобы о них помнить.
Некоторые источники сообщают, что святая Оппортуна отошла ко Господу после непродолжительной болезни[e], усугублённой горем, связанным с убийством её брата, которое произошло 3 сентября 769 года. Его убийство связывают с именем Хродоберта, что было связано с энергичным правлением во время семилетнего отсутствия последнего из-за пребывания в Риме. Хотя св. Оппортуна предвидела кончину брата, у неё не было возможности вмешаться. Впоследствии она похоронила брата в своём монастыре. После кончины святой на её могиле были явлены чудеса, отчего к ней потянулись многие за помощью.
В житии св. Оппортуны описывается крестьянин, укравший осла из монастыря и не признававший преступления. Св. Оппортуна предстала с молитвой пред Господом, и на следующий день земли крестьянина были засолены. Раскаявшийся крестьянин не только вернул осла, но и передал земли монастырю.

## Почитание
Хотя имя святой не внесено в мартирологи, её почитание осуществлялось локально, как покровительницы Альменеша и одной из покровительниц Парижа. О ней рассказано в житии её родственника, Ходеганга. Во время правления Карла Лысого, согласно[f], произошло нападение викингов. Монастырь Монтрёй и монастырь Альменеш были разрушены, и её мощи были перенесены в приорат Мусси (Валь-д’Уаз). Впоследствии они были перенесены в Санлис. В 1374 году её правая рука и рёбра были перенесены в маленький храм в Париже, в Notre Dame des Bois, Paris. Большая часть главы св. Оппортуны остаётся в Мусси, в то время как её правая рука и часть главы пребывают в Альменешах. Кроме того, челюсть святой находится в приорате св. Хродеганга в Лиль-Адам. Раку святой в Париже носят вместе с мощами свв. Гонората и Женевьевы.

### Иконография
Св. Оппортуну часто изображают с настоятельским посохом, держащую реликварий. Иногда изображают Пресвятую Богородицу у её смертного одра или принцессу с корзиной черешни и Геральдической лилией.

## Комментарии
1. ^ что означает «маленький монастырь», впоследствии он дал имя Монтрей-ла-Камб (Montreuil-la-Cambe).
2. ^ Его, вероятно, не следует объединять с Хродегангом Мецским.
3. ^ Брата св. Оппортуны объединяет с Хродегангом Мецским лишь один источник[8]. Однако история, описанная в житии святой Оппортуны и касающаяся его епископства в Сэ и его убийства разбойником по дороге в Монтрёй отсутствует в его житии, где говорится, что он скончался 6 марта 776 года в Меце.
4. ^ В агиографии святых жён эпохи Меровингов обычно упоминают святую Женевьеву Парижскую (умерла в 502 году), написанное святым Венанцием Фортунатом «Житие» святой Радегунды (умерла в 587 году) и святую Гертруду Нивелльскую. К ним может быть добавлено житие святой Бригитты Ирландской (Smith 1995:13).
5. ^  Здесь св. Адальгельм предполагает, что она была взята на Небеса свв. Цецилией и Лючией.
6. ^  Осада Парижа (885—886) имела место во время правления Карла III Толстого.